# Spigelia genuflexa
Spigelia genuflexa — вид маленьких однолетних травянистых растений семейства Логаниевые (Loganiaceae). Растение было обнаружено в бразильском штате Баия и описано в 2011 году. Необычно тем, что способно наклонять свой стебель к земле, чтобы посадить семена в грунт (геокарпия), подобно арахису. 

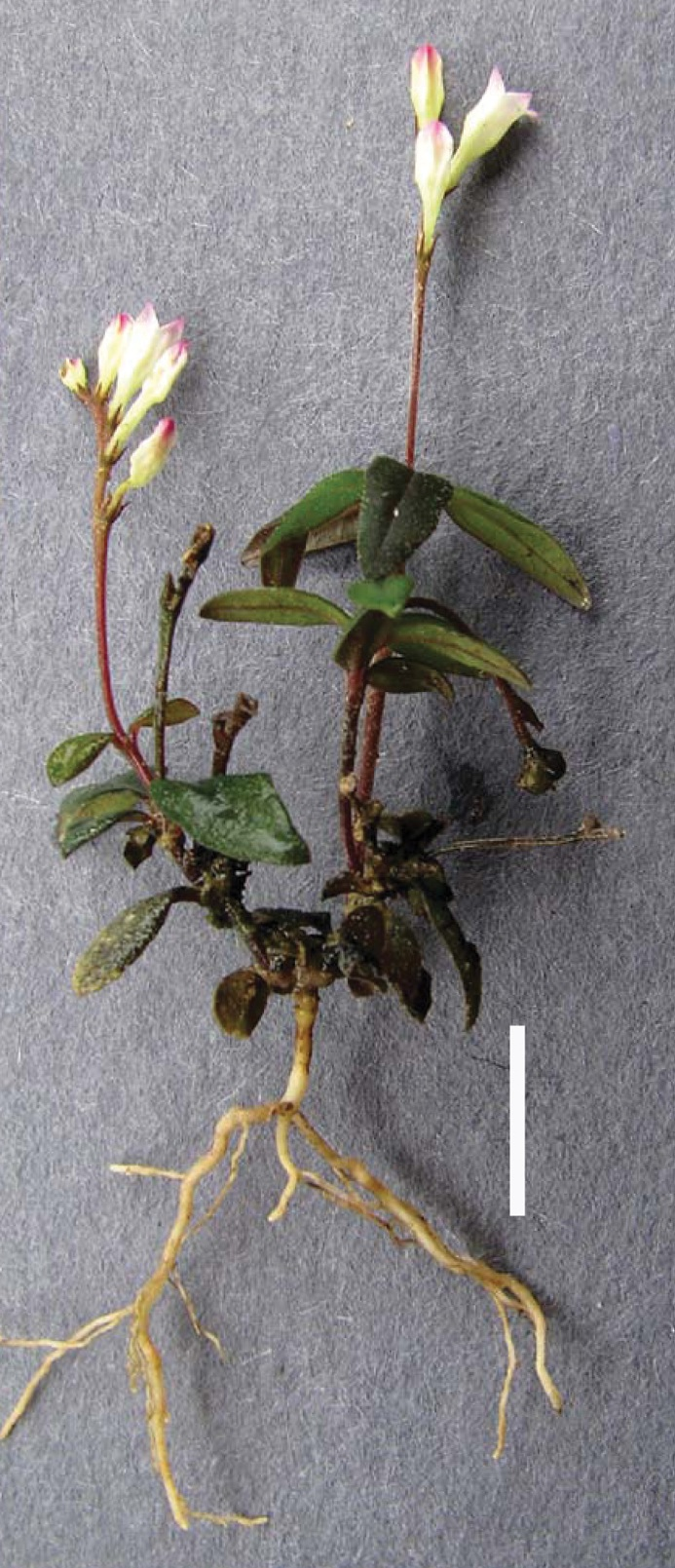
Общий вид растения

## Описание
Однолетнее травянистое растение, от 1,5 до 25 см высотой. Корневая система  волокнистая, не очень обширная. Стебель у основания разветвленный, с красноватым оттенком ребристый. Листья супротивные, 6—20 мм длиной, 2—5 мм шириной, формы от эллиптической до яйцевидной, с тупым концом, на черешках 1—2 мм длиной. Сверху лист покрыт множеством коротких прозрачных волосков (0,1—0,3 мм длиной), нижняя сторона голая.
Цветы актиноморфные, от белого до розового цветов. Семена коричневые, круглые около 1 мм в диаметре, с сетчатым рисунком на поверхности.

## Экология
Растение произрастает среди Атлантического леса на территории штата Баия, на высоте 150 метров и в 30 километрах от побережья Атлантического океана. Оно цветёт в сезон дождей и практически исчезает из виду в сухой сезон, способно к самоопылению. После опыления стебель растения наклоняется вниз, благодаря чему семена проникают в почву.

## Таксономия
Вид Spigelia genuflexa был обнаружен на земельном участке бразильского ботаника-любителя русского происхождения Алекса Поповкина в 2009 году. Разнорабочий Жозе Карлос Мендез Сантос, заметив интересное растение, сделал несколько фотоснимков цветка и выставил их в сети. Благодаря этому несколько экспертов помогли идентифицировать его семейство и род. Принадлежность к новому виду была определена при помощи учёных из США и Бразилии. Таким образом было выяснено, что растение относится к слабоизученному роду Спигелия (Spigelia), который насчитывает порядка 60 видов. На латинском языке «genuflexa» означает «склоняющийся».